# Tepparith Singwancha

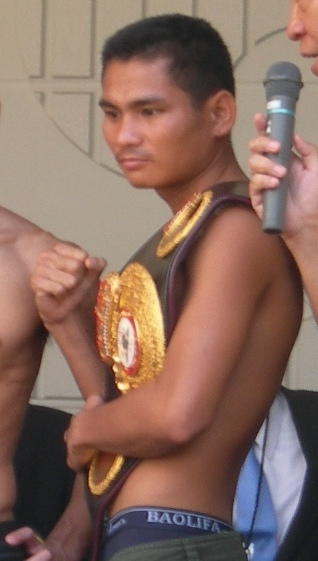
Tepparith Singwancha, 2012

Tepparith Singwancha (thailändisch เทพฤทธิ์ สิงห์วังชา, wirklicher Name: Phanthep Munlipum (พันธุ์เทพ มุลลีปุ้ม); * 22. November 1988 im Landkreis (Amphoe) Kosum Phisai der Provinz Maha Sarakham, Nordost-Thailand) ist ein thailändischer Boxer im Superfliegengewicht.

## Profikarriere
Tepparith begann 2008 erfolgreich seine Profikarriere. Am 1. Mai 2011 boxte er gegen Drian Francisco um den Interims-Weltmeistertitel der WBA und gewann einstimmig nach Punkten. Am 14. November desselben Jahres wurde ihm der reguläre Weltmeister-Status zugesprochen. Er verteidigte diesen Gürtel insgesamt drei Mal und verlor ihn Ende Dezember 2012 gegen Kōhei Kōno durch K. o. in Runde 4.